# Метју Темпл
Метју Темпл (енгл. Matthew Temple; Мелбурн, 20. јун 1999) аустралијски је пливач чија специјалност су трке делфин стилом на 100 и 200 метара. 

## Спортска каријера
Темпл је дебитовао на међународној сцени током 2018. наступајући на такмичењима светског купа у Токију и Сингапуру. Годину дана касније успео је да се избори за место у аустралијској репрезентацији, за коју је и дебитовао на светском првенству у корејском Квангџуу. На свом првом учешћу на светским првенствима Темпл је остварио солидне резултате. Прво је у трци на 200 делфин успео да се пласира у полуфинале које је окончао на десетој позицији, са заостатком од свега 0,27 секунди за местом које је водило у финале. Дан касније пливао је у квалификацијама микс штафете на 4×100 мешовито, заједно са Мином Атертон, Метјуом Вилсоном и Бронте Кемпел, а друго место обезбедило је аустралијском тиму пласман у финале у ком је освојена златна медаља (Темпл није пливао у финалу). У трци на 100 делфин заузео је 6. место, а пливао је и у финалу штафете на 4×100 мешовито (5. место). 